# Badminton-Seniorenweltmeisterschaft 2017
Die Badminton-Seniorenweltmeisterschaft 2017 fand vom 11. bis zum 17. September 2017 in Kochi statt.

## Sieger und Platzierte
| Disziplin    | Gold                                    | Silber                                     | Bronze                                   |
| 35+          | 35+                                     | 35+                                        | 35+                                      |
| ------------ | --------------------------------------- | ------------------------------------------ | ---------------------------------------- |
| Herreneinzel | Stanislav Pukhov                        | Naruenart Chuaymak                         | Felix Hoffmann                           |
| Herreneinzel | Stanislav Pukhov                        | Naruenart Chuaymak                         | Nikhil Kanetkar                          |
| Dameneinzel  | Olga Arkhangelskaya                     | Maria Koloskova                            | Rie Matsumoto                            |
| Dameneinzel  | Olga Arkhangelskaya                     | Maria Koloskova                            | Noriko Sanada                            |
| Herrendoppel | Rupesh Kumar Sanave Thomas              | J. B. S. Vidyadhar Valiyaveetil Diju       | Naruenart Chuaymak Thitipong Lapho       |
| Herrendoppel | Rupesh Kumar Sanave Thomas              | J. B. S. Vidyadhar Valiyaveetil Diju       | Josemari Fujimoto Matsumoto Masayuki     |
| Damendoppel  | Olga Arkhangelskaya Maria Koloskova     | Rie Matsumoto Noriko Sanada                | Mhairi Armstrong Suzanne Brewer          |
| Damendoppel  | Olga Arkhangelskaya Maria Koloskova     | Rie Matsumoto Noriko Sanada                | Miriam Mantell Claudia Vogelgsang        |
| Mixed        | Stanislav Pukhov Maria Koloskova        | Felix Hoffmann Claudia Vogelgsang          | Abhinand K. Shetty Neelima Chowdary      |
| Mixed        | Stanislav Pukhov Maria Koloskova        | Felix Hoffmann Claudia Vogelgsang          | Morten Eilby Rasmussen Lynn Swan         |
| 40+          |                                         |                                            |                                          |
| Herreneinzel | Josemari Fujimoto                       | K. A. Aneesh                               | Joy T. Antony                            |
| Herreneinzel | Josemari Fujimoto                       | K. A. Aneesh                               | C. M. Shashidhar                         |
| Dameneinzel  | Claudia Vogelgsang                      | Chandrika de Silva                         | Yana Katerinich                          |
| Dameneinzel  | Claudia Vogelgsang                      | Chandrika de Silva                         | Rebecca Pantaney                         |
| Herrendoppel | Phongthep Imkaew Worapoj Somchariya     | Kah Kok Cheong Lum Chee Meng               | Jaseel P. Ismail Jaison Xavier           |
| Herrendoppel | Phongthep Imkaew Worapoj Somchariya     | Kah Kok Cheong Lum Chee Meng               | Deepak Amarnath Ajit Wijetilak           |
| Damendoppel  | Louise Culyer Dorte Steenberg           | Olga Bryant Olga Kuznetsova                | Supriya Devgun Nancy Tandon              |
| Damendoppel  | Louise Culyer Dorte Steenberg           | Olga Bryant Olga Kuznetsova                | Rebecca Pantaney Lynne Swan              |
| Mixed        | Carsten Loesch Dorte Steenberg          | Carl Jennings Joanne Muggeridge            | Josemari Fujimoto Ayumi Takakura         |
| Mixed        | Carsten Loesch Dorte Steenberg          | Carl Jennings Joanne Muggeridge            | Vadim Nazarov Olga Kuznetsova            |
| 45+          |                                         |                                            |                                          |
| Herreneinzel | Wu Chang-Jun                            | Carsten Loesch                             | Ulf Svensson                             |
| Herreneinzel | Wu Chang-Jun                            | Carsten Loesch                             | Jaison Xavier                            |
| Dameneinzel  | Csilla Fórián                           | Dorota Grzejdak                            | Caroline Hale                            |
| Dameneinzel  | Csilla Fórián                           | Dorota Grzejdak                            | Marika Wippich                           |
| Herrendoppel | Chatchai Boonmee Wittaya Panomchai      | Srikant Bakshi Navdeep Singh               | Teerachai Jaruwat Yodchay Laothoedpong   |
| Herrendoppel | Chatchai Boonmee Wittaya Panomchai      | Srikant Bakshi Navdeep Singh               | Stefan Edvardsson Ulf Svensson           |
| Damendoppel  | Tracey Middleton Joanne Muggeridge      | Tanja Eberl Marika Wippich                 | Hanne Bertelsen Caroline Hale            |
| Damendoppel  | Tracey Middleton Joanne Muggeridge      | Tanja Eberl Marika Wippich                 | Sangeeta Rajgopalan Poonam Tatwawadi     |
| Mixed        | Nick Ponting Julie Bradbury             | Patrik Bjorkler Gondáné Fórián Csilla      | Teerachai Jaruwat Puangthip Kaosamaang   |
| Mixed        | Nick Ponting Julie Bradbury             | Patrik Bjorkler Gondáné Fórián Csilla      | Stefan Edvardsson Hanne Bertelsen        |
| 50+          |                                         |                                            |                                          |
| Herreneinzel | Karoon Kasayapanan                      | Narong Vanichitsarakul                     | Edi Ismanto                              |
| Herreneinzel | Karoon Kasayapanan                      | Narong Vanichitsarakul                     | Murli Subramaniam                        |
| Dameneinzel  | Zhou Xin                                | Tanja Eberl                                | Betty Blair                              |
| Dameneinzel  | Zhou Xin                                | Tanja Eberl                                | Ye Wang                                  |
| Herrendoppel | Bobby Ertanto Ting Wei Ping             | Graham Henderson Mark Topping              | Bhushan Akut George Thomas               |
| Herrendoppel | Bobby Ertanto Ting Wei Ping             | Graham Henderson Mark Topping              | Mongokol Gumlaitong Karoon Kasayapanan   |
| Damendoppel  | Betty Blair Debora Miller               | Ye Wang Zhou Xin                           | Kavita Dixit Suzanne Venglet             |
| Damendoppel  | Betty Blair Debora Miller               | Ye Wang Zhou Xin                           | Grace Kakiay Berit Thyness               |
| Mixed        | Alexander Tandun Rosiana Tendean        | Mark Topping Debora Miller                 | Erik Söderberg Anki Gunners              |
| Mixed        | Alexander Tandun Rosiana Tendean        | Mark Topping Debora Miller                 | Magnus Nytell Grace Kakiay               |
| 55+          |                                         |                                            |                                          |
| Herreneinzel | Pornroj Banditpisut                     | Basant Kumar Soni                          | Harjit Singh                             |
| Herreneinzel | Pornroj Banditpisut                     | Basant Kumar Soni                          | Loke Poh Wong                            |
| Dameneinzel  | Heidi Bender                            | Sue Sheen                                  | Manjusha Sudhir Sahasrabudhe             |
| Dameneinzel  | Heidi Bender                            | Sue Sheen                                  | Kuniko Yamamoto                          |
| Herrendoppel | Pornroj Banditpisut Nattapol Sanlekanun | Eric Plane Roger Taylor                    | Bovornovadep Devakula Chongsak Suvanich  |
| Herrendoppel | Pornroj Banditpisut Nattapol Sanlekanun | Eric Plane Roger Taylor                    | Per Juul Bengt Meliquist                 |
| Damendoppel  | Birte Bach Steffensen Heidi Bender      | Miyoko Sato Kuniko Yamamoto                | Liudmila Postnova Irina Shalmanova       |
| Damendoppel  | Birte Bach Steffensen Heidi Bender      | Miyoko Sato Kuniko Yamamoto                | Sue Sheen Susan C. Tooke                 |
| Mixed        | Bobby Ertanto Heidi Bender              | Bovornovadep Devakula Juthatop Banjongsilp | Noriaki Matsunari Miyoko Sato            |
| Mixed        | Bobby Ertanto Heidi Bender              | Bovornovadep Devakula Juthatop Banjongsilp | Bengt Meliquist Sue Sheen                |
| 60+          |                                         |                                            |                                          |
| Herreneinzel | Dan Travers                             | Arnold Dendeng                             | Chan Wan Seong                           |
| Herreneinzel | Dan Travers                             | Arnold Dendeng                             | Ong Then Lin                             |
| Dameneinzel  | Christine Crossley                      | Christine Black                            | Sugako Morita                            |
| Dameneinzel  | Christine Crossley                      | Christine Black                            | Sayoko Takebayashi                       |
| Herrendoppel | Sergey Bushuev Vladimir Koloskov        | Tariq Farooq Karsten Meier                 | Tadao Aoyama Toshio Kawaguchi            |
| Herrendoppel | Sergey Bushuev Vladimir Koloskov        | Tariq Farooq Karsten Meier                 | John Kindred Ian Purton                  |
| Damendoppel  | Sugako Morita Sayoko Takebayashi        | Christine Black Christine Crossley         | Anna Bowskill Sylvia Penn                |
| Damendoppel  | Sugako Morita Sayoko Takebayashi        | Christine Black Christine Crossley         | Siew Har Hong Marcia Jackson             |
| Mixed        | Ian Purton Christine Crossley           | Dan Travers Christine Black                | Toshio Kawaguchi Sayoko Takebayashi      |
| Mixed        | Ian Purton Christine Crossley           | Dan Travers Christine Black                | Robin Wells Janet B. Williams            |
| 65+          |                                         |                                            |                                          |
| Herreneinzel | Johan Croukamp                          | Henry Paynter                              | Hubert Miranda                           |
| Herreneinzel | Johan Croukamp                          | Henry Paynter                              | Carl-Johan Nybergh                       |
| Dameneinzel  | Betty Bartlett                          | Siew Har Hong                              | Yuriko Okemoto                           |
| Dameneinzel  | Betty Bartlett                          | Siew Har Hong                              | Chizuko Oketani                          |
| Herrendoppel | Peter Emptage Graham Holt               | Somrak Arnamwat Chaiwat Hanthanom          | Sushil Kumar Patet Surendra Singh Pundir |
| Herrendoppel | Peter Emptage Graham Holt               | Somrak Arnamwat Chaiwat Hanthanom          | Johan Croukamp Carl-Johan Nybergh        |
| Damendoppel  | Betty Bartlett Eileen Carley            | Haruko Asakoshi Yasuko Kataito             | Sumiko Kaneko Yuriko Okemoto             |
| Damendoppel  | Betty Bartlett Eileen Carley            | Haruko Asakoshi Yasuko Kataito             | Fumiko Sakuma Masai Suzuki               |
| Mixed        | Henry Paynter Siew Har Hong             | Christian Hansen Gitte Attle Rasmussen     | Peter Emptage Betty Bartlett             |
| Mixed        | Henry Paynter Siew Har Hong             | Christian Hansen Gitte Attle Rasmussen     | Frirs Mainaky Rohini Jaywardena          |
| 70+          |                                         |                                            |                                          |
| Herreneinzel | Jim Garrett                             | Yoshio Terasaki                            | Foo Lai Loon                             |
| Herreneinzel | Jim Garrett                             | Yoshio Terasaki                            | Paweł Gasz                               |
| Dameneinzel  | Elvira Richter                          | Sumiko Kaneko                              | Viviane Bonnay                           |
| Dameneinzel  | Elvira Richter                          | Sumiko Kaneko                              | Satoko Nakamura                          |
| Herrendoppel | Akira Hirota Shinjiro Matsuda           | Jim Garrett Ray Sharp                      | Masaki Furuhashi Yoshio Terasaki         |
| Herrendoppel | Akira Hirota Shinjiro Matsuda           | Jim Garrett Ray Sharp                      | Ching Kon Kong Loo Ah Hooi               |
| Damendoppel  | Sumiko Ishikawa Satoko Nakamura         | Beryl Goodall Mary Jenner                  | Susan Awcock Victoria Betts              |
| Damendoppel  | Sumiko Ishikawa Satoko Nakamura         | Beryl Goodall Mary Jenner                  | Elvira Richter Elisabeth Schonfeld       |
| Mixed        | Jim Garrett Susan Awcock                | Masaki Furuhashi Sumiko Kaneko             | Roger Baldwin Victoria Betts             |
| Mixed        | Jim Garrett Susan Awcock                | Masaki Furuhashi Sumiko Kaneko             | Knud Danielsen Margrethe Danielsen       |